# Гірська тундра

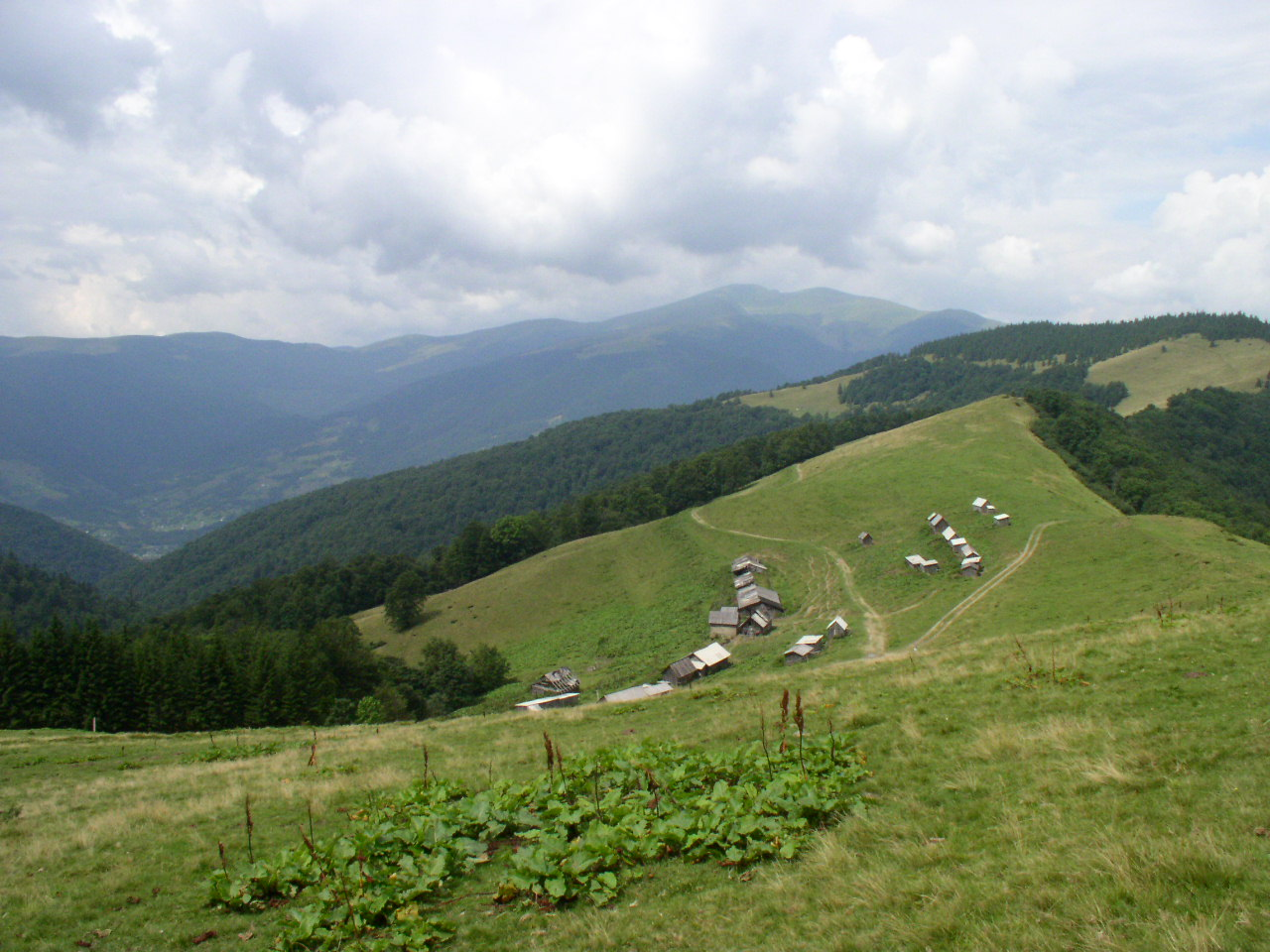
Полонина в Українських Карпатах

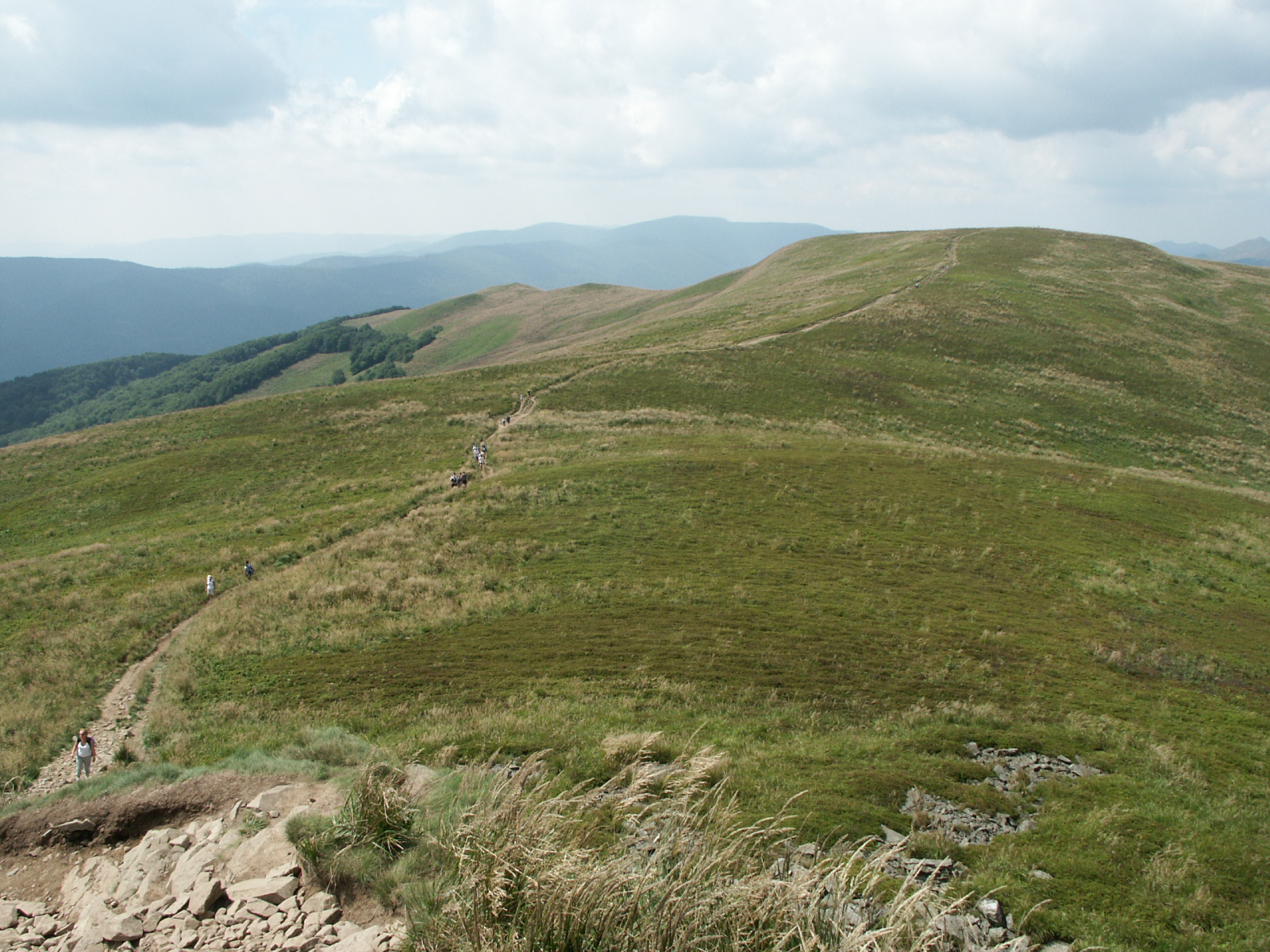
Полонина. Бескиди, Польща

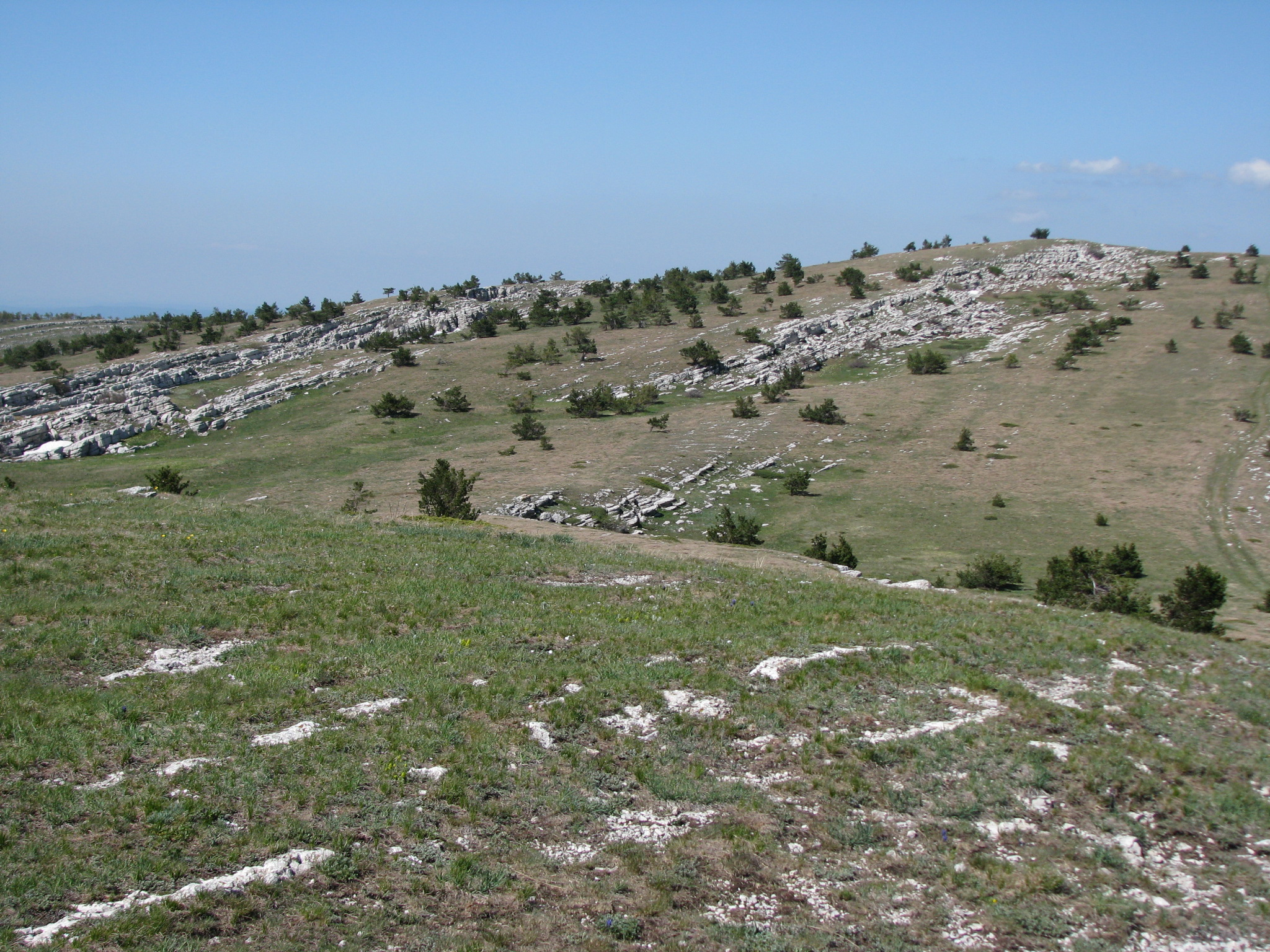
Яйла

Гірська тундра (також альпійська тундра, високогірна тундра) — тип екосистем (або біом) у схемі вертикальної зональності, аналогічний тундрі.
- 1. Ландшафтна зона в схемі вертикальної зональності, розташована вище підзони лісотундри і нижче гольцевої зони.
- 2. Місцева назва безлісних гірських масивів на Кольському півострові і в Фінській Лапландії, що піднімаються вище верхньої межі лісу, напр. Хібінські тундри, Ловозерські тундри, Мончетундра та інш.

Гірські тундри утворюють висотну зону в горах субарктичного і помірного пояса. В Україні в Карпатах вони називаються полонинами, в Криму — яйлами. На кам'янистих і щебінчастих ґрунтах від висотних рідколісь вони починаються чагарниковим поясом, як і в рівнинній тундрі. Вище розташовані мохово-лишайникові з подушкоподібними напівчагарничками і деякими травами. Верхній пояс гірських тундр представлений накипними лишайниками, розрідженими приземкуватими подушкоподібними чагарничками і мохами серед кам'яних розсипів.